# بيتر كاري (لاعب كرة قدم)
بيتر كاري (بالإنجليزية: Peter Carey)‏ (14 أبريل 1933 في المملكة المتحدة - ) هو لاعب كرة قدم بريطاني في مركز الدفاع. لعب مع كولتشستر يونايتد وكوينز بارك رينجرز ونادي ألدرشوت ونادي بركنغ ‏ ونادي دوفر.